# 3096天
《3096天》（德語：3096 Tage）是一部由莎莉·賀文執導的德國電影，改編自娜塔莎·坎普希被綁架的真人真事經歷。1998年3月2日早上，娜塔莎·坎普希在上学途中被36岁的沃夫冈·普里克洛普尔绑架，囚禁在車房地下室牢內長達8年。娜塔莎·坎普希由愛爾蘭藝人安东尼娅·坎贝尔-休斯演出，而沃夫冈·普里克洛普尔則由丹麥藝人托尔·林德哈特演出。
本電影是製片班恩特·伊茲恩格爾去世前最後一部作品。除此之外，還有康斯坦丁影業電視電影主管瑪田·摩斯茲柯屈茲，以及路芙·托瑪一同監製。

## 演員
- 安东尼娅·坎贝尔-休斯（英语：Antonia Campbell-Hughes） 飾演 娜塔莎·坎普希
- 托尔·林德哈特 飾演 沃夫冈·普里克洛普尔
- 艾美娜·佩德吉安（德语：Amelia Pidgeon） 飾演 少年版坎普希
- 崔娜·蒂虹 飾演 碧姬·辛妮
- 艾倫·施威爾斯（德语：Ellen Schwiers） 飾演 坎普希母親
- 艾尼·曼高爾德（德语：Erni Mangold） 飾演 普里克洛普尔母親

## 製作過程
在2012年後，安东尼娅·坎贝尔-休斯接受倫敦晚報訪問時表示，她為了演繹坎普希角色，於是不斷減肥至體重過輕營養不良，也就是要演繹「坎普希特別受苦」。除此之外，她還展示了腳趾損傷、皮膚燒傷、燙傷等嚴重傷口。

## 外部連結
- 互联网电影数据库（IMDb）上《3096天》的资料（英文）